# Hilpoltstein
Hilpoltstein è una città tedesca di 13 953 abitanti, situata nel Land della Baviera.